# Tarjeta Octopus

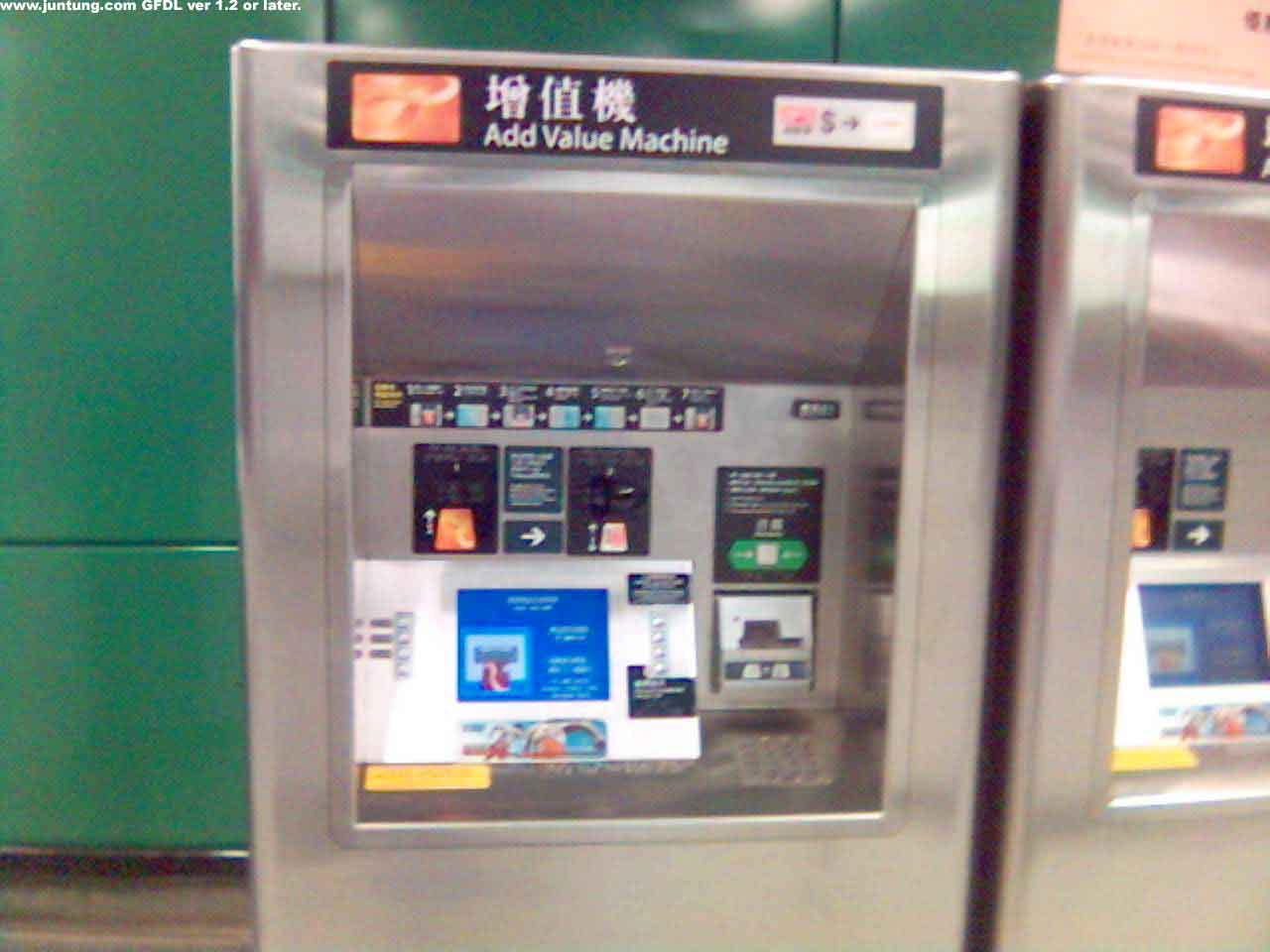
Máquina para recargar la tarjeta.

La Tarjeta Octopus (八達通 en chino tradicional) es una tarjeta recargable, con procesador incorporado, que no necesita ponerse en contacto para ser utilizada en sistemas de pagos electrónicos en Hong Kong. Originalmente lanzada en septiembre de 1997 como tarjeta de pago para el servicio público de transporte de la ciudad, la tarjeta Octopus se ha convertido en un sistema de pago de amplio uso en tiendas, supermercados, restaurantes y otros tipos de negocios de venta. Al mismo tiempo se ha desarrollado un segundo mercado en sistemas de seguridad, de acceso a inmuebles y escuelas. Para utilizarla sólo hay que acercarla a un lector Octopus y la recarga se puede realizar con máquinas que aceptan dinero en efectivo o directamente por transferencia desde una tarjeta de crédito o cuenta bancaria.
Octopus se ha convertido en uno de los más exitosos sistemas de pago electrónico, con cerca de 17 millones de tarjetas en circulación (cerca del doble de la población hongkonesa) y cerca de 8 millones de transacciones diarias. El operador, un consorcio en el cual participa el sistema de transporte hongkonés, ha ganado contratos para instalar sistemas similares en los Países Bajos y en la provincia china de Changsha.
El reconocimiento obtenido a nivel internacional le ha valido un galardón de la World Information Technology and Services Alliance en 2006, el Global IT Excellence Award por su innovadora tecnología.

## Nombre y logo
El nombre en chino para la tarjeta Octopus significa literalmente "paso de ocho lugares". El ocho es un número significativo en chino, y suele usarse para indicar "muchos". Por ejemplo, la frase 四面八方 ("cuatro lados ocho direcciones") es una expresión común que quiere decir "en todas las direcciones". El ocho también se considera un número de la suerte en la cultura china. El nombre "Octopus" (pulpo) se deriva del uso del número ocho, puesto que un pulpo también tiene ocho tentáculos. El nombre también es particularmente apropiado porque "octopus" tiene la connotación de poder agarrar muchas cosas a la vez, y esta habilidad se transfiere a los usuarios, quienes pueden usarla en diferentes transacciones.
El logo empleado en la tarjeta también contiene una cinta de Möbius en la forma del número 8 para indicar las "infinitas" posibilidades de la tarjeta. El símbolo matemático de la infinitud también se ve como un ocho rotado y se piensa que puede derivarse de una cinta de Möbius (aunque su origen real es desconocido).
De acuerdo con el Apple Daily, el nombre chino fue acuñado por Jack So, quien a la sazón era jefe de la corporación MTR, la compañía que dio origen a Octopus Cards Limited.

## Obtener y usar la tarjeta

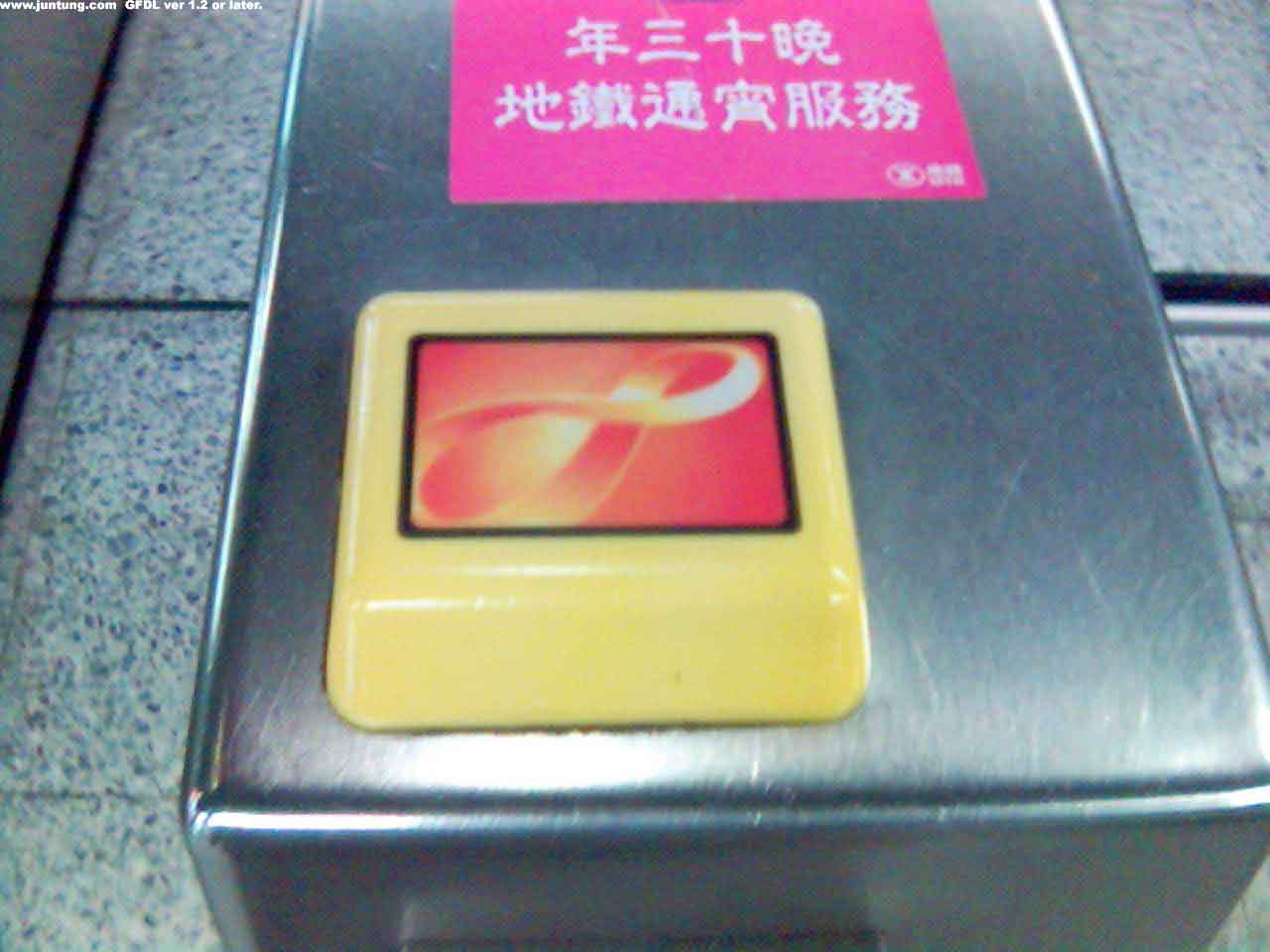
Lector de tarjetas para el acceso al sistema de transporte hongkonés.

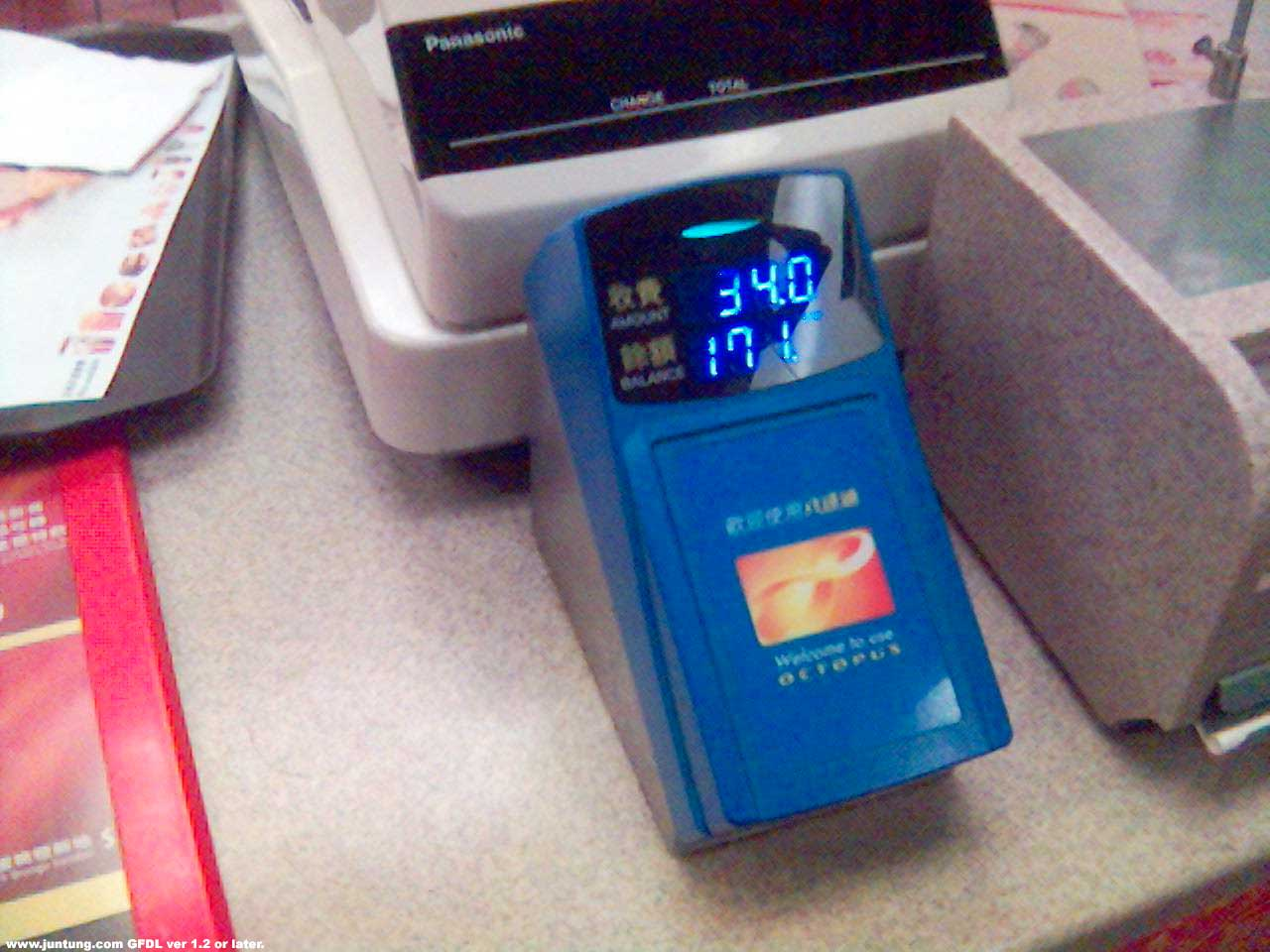
Lector de tarjetas octopus en un McDonalds.

Las tarjetas recargables pueden ser compradas en las estaciones del Ferrocarril de Transporte en Masa de Hong Kong (MTR) y del Ferrocarril de Kowloon a Cantón (KCR). No hace falta identificación porque es anónima, pero si se pierde la tarjeta todo el dinero que lleve también se pierde.
Para pagar usando la tarjeta (para usar un transporte público o comprar en algún sitio) hay que aproximarse a algún lector de la tarjeta Octopus (que normalmente están pintados con un logo naranja similar al de la tarjeta); entonces el sistema emitirá un pitido Octopus para anunciar el pago y en ese momento aparecerá en la pantalla lo pagado y el saldo disponible; o un sonido de error será emitido si la tarjeta no es aceptada por saldo insuficiente. En el MTR, el sistema graba en que estación ha entrado el usuario y en cual ha salido (hay que pasar la tarjeta 2 veces), y entonces calcula automáticamente lo que tiene que deducir del saldo.
Las tarjetas se pueden recargar usando las máquinas de recarga que están situadas en todas las estaciones del MTR y del KCR, o en supermercados, tiendas de conveniencia y centros de servicio adheridos al programa.
Estas tarjetas no requieren contacto físico con los lectores, y pueden ser leídas a través de materiales comunes, por lo que es muy curioso ver a personas acercando monederos, bolsos, chaquetas o carteras a los lectores.
Las tarjetas Octopus pueden usarse para pagar los tíquets o para hacer compras en todo el sistema de transporte hongkonés y también en muchas tiendas y restaurantes de la ciudad, entre las que destacan 7-Eleven, McDonald's, tiendas de conveniencia, Starbucks, y otras cadenas de comida rápida. También puede ser usada para pagar en máquinas de expendedoras de comida, fotomatones o fotocopiadoras.
Una tarjeta recargable Octopus puede llevar hasta 1.000HK$, y tiene un fondo de depósito de 50HK$ que no se contabiliza, por lo que puede tener un saldo negativo de 35HK$, lo que permite a los usuarios hacer un viaje de emergencia si se quedan sin dinero en la tarjeta.

### Tarifas diferenciales
Las tarjetas Octopus se categorizan en diferentes niveles tarifarios para conceder las diferencias que ofrecen las compañías de transporte público:
| Tipo          | Color                              | Costo y uso |
| ------------- | ---------------------------------- | --- |
| Niño          | Fucsia                             | Niños entre los 3 y los 11 años. Se vende la tarjeta por HK$70 con un valor inicial de HK$20. Se deducen las tarifas para niños donde quiera que esté establecido. |
| Estudiante    | Violeta                            | La elegibilidad varía; algunas empresas de transporte no ofrecen tarifas para estudiante, y en ese caso se cobran tarifas de adulto. Se vende la tarjeta por HK$100 con valor inicial de HK$50. Cuando se usan tarjetas estudiantiles no personalizadas en el MTR se requiere una tarjeta de estudiante de MTR. Esto ya está descontinuado, pero las tarjetas que siguen en circulación todavía funcionan. |
| Adulto        | Amarillo oscuro (también arcoíris) | La versión estándar de la tarjeta Octopus. Se vende la tarjeta por HK$150 con valor inicial de HK$100. Este color es el del logo del operador, Octopus Cards Limited. |
| Tercera edad  | Verde                              | Depende de las empresas de transporte público (e incluso de las rutas dentro de la misma empresa) (por ejemplo, Citybus considera a los mayor de 60 años, y KMB a los mayores de 65); si no hay tarifas de tercera edad disponibles, se cobran las de adulto. Se vende la tarjeta por HK$70 con valor inicial de HK$20.                                                                                    |
| Personalizada | Arcoíris                           | Se requiere un registro. La mayoría de estas las usan los estudiantes, pero pueden usarse también para ingresar a colegios, edificios de apartamentos y otras instalaciones. |

#### Tarifas y esquemas de descuento
MTR y KCR cobran menos por los viajes que se hacen con una tarjeta Octopus, en comparación con los que se hacen con tíquets. Por ejemplo, el costo de un viaje sencillo entre Chai Wan a Tung Chung es HK$23.1 con una Octopus, y HK$26 con un tiquete.
Otros operadores de transporte público también han ofrecido descuentos que requieren específicamente el uso de una tarjeta Octopus: por ejemplo, KMB ofrece 10% de descuento en los viajes que cuestan más de HK$15. Las tarifas de transbordo (tarifas con descuento en la segunda parte de un viaje que requiere un cambio de buses o cambiar entre dos modos de transporte, por ejemplo de un MTR a un minibus) también necesitan una Octopus.

### Tarjetas personalizadas
Además de las tarjetas estándar, "en préstamo", que son anónimas, también están disponibles unas tarjetas personalizadas "arcoiris". Estas se imprimen con el nombre del poseedor de la tarjeta y su fotografía (si se desea), y funcionan automáticamente como tarjeta para niño, adulto o anciano porque reconocen la edad del usuario que está almacenada en la tarjeta (con lo cual se realizan los descuentos apropiados). Los estudiantes entre 12 y 26 años en Hong Kong pueden solicitar un estatus de estudiantes de tiempo completo. En mayo de 2003 había 380.000 usuarios con tarjetas arcoíris.
Además de todas las funciones de una tarjeta común y corriente, esta tarjeta puede actuar como llave para acceder a algunos edificios residenciales y de oficinas, generalmente aquellos construidos o gestionados por la corporación MTR. La tarjeta puede bloquearse para prevenir su uso no autorizado si se pierde. De acuerdo con Octopus Cards Limited, la Universidad de la Ciudad de Hong Kong y más de 50 escuelas secundarias en Hong Kong usan la tarjeta Octopus para registrar la asistencia de sus estudiantes, en vez de las llamadas a lista, y para el préstamo de los libros de las bibliotecas.
Cuando un estudiante solicita privilegios de concesión se le entrega automáticamente una tarjeta personalizada; algunas no personalizadas todavía están en circulación.

#### Servicio de recarga automática
El servicio de recarga automática (AAVS por sus siglas en inglés) se puede utilizar para tarjetas personalizadas o normales. El dueño de una tarjeta Octopus puede pedir que le sea recargada la tarjeta desde una cuenta bancaria o una tarjeta de crédito automáticamente. Después de que la carga baja de cero, la tarjeta es recargada con HK$250. Cada tarjeta puede ser recargada una vez cada 24 horas. En 2005, 20 bancos locales prestan este servicio, incluyendo el HSBC y el Banco de China (Hong Kong).

#### Tarjetas de Souvenir
Frecuentemente, el operador emite tarjetas de recuerdo de edición especial, que generalmente incluyen una oferta para una película o un evento particular. Normalmente se venden como prémium (HK$100), con un valor inicial limitado (usualmente HK$10) y no pueden ser recargadas, pero sí utilizadas como cualquier otra tarjeta Octopus en otros aspectos. Los operadores han emitido tarjetas especiales para eventos tales como el festival de mediados de otoño, el año nuevo de 2004, y la salida de la película Dragon Blade.

#### Tarjetas para propósitos especiales
La tarjeta Octopus MTR de turista "Airport Express - 3 day Hong Kong Transport Pass" (expreso aeropuerto - pase de transporte de 3 días en Hong Kong) incluye dos versiones: una tarjeta de HK$220 con un viaje sencillo expreso aeropuerto gratis y una tarjeta de HK$300 con dos viajes gratis. Ambos viajes gratuitos son válidos por 180 días desde la fecha de compra. Ambas versiones también permiten tres días de viajes sin límite en el MTR, HK$20 en valor utilizable (para viajes en sistemas diferentes al MTR u otros usos) y un depósito de HK$50 que se puede devolver.
Los empleados del Aeropuerto Internacional de Hong Kong tienen a su disposición una tarjeta especial (MTR Airport Staff Octopus, Octopus MTR para personal del aeropuerto) para transportes más baratos entre el aeropuerto y las estaciones a través del MTR Airport Express.

#### Artículos Octopus
Octopus vende "relojes Octopus" - relojes de pulsera de plástico con un chip Sony FeliCa incorporado, hechos por Egana Goldpfeil. Al hacer su pago, los usuarios simplemente mueven su brazo frente al lector de tarjetas. Estos relojes se pueden comprar en los locales de servicio de MTR y en tiendas en las cuales estén disponibles. Para el año que terminó el 31 de mayo de 2003, 11.482 relojes se habían despachado a Octopus Cards Limited. Estos relojes no son compatibles con la tarifa de estudiantes.
Nokia también fabricó un Octo-phone, que tiene la tarjeta incorporada en la cubierta "Xpress-on" de los teléfonos móviles de la serie 33XX, como por ejemplo el popular Nokia 3310.

#### Devolución de una tarjeta Octopus
Las tarjetas Octopus son inmensamente populares entre los turistas (incluso los viajeros temporales de Shenzhen y el resto de la China continental), lo cual explica que la cantidad de tarjetas Octopus en circulación sea el doble del número de habitantes que tiene Hong Kong (aunque algunas personas tienen más de una tarjeta). Los estudios de MTR muestran que esto se debe a que el depósito y el valor restante en la tarjeta se pueden devolver, excepto por el cargo administrativo de HK$7 de las tarjetas devueltas en los 3 meses siguientes a la expedición, tasa que se implementó el 1 de noviembre de 2004 para evitar esta práctica (para las tarjetas personalizadas el cargo es de HK$10, para las tarjetas emitidas después del 1 de noviembre de 2004, o para aquellas que se devuelven en los cinco primeros años después de su emisión).

## Operatividad y tecnología

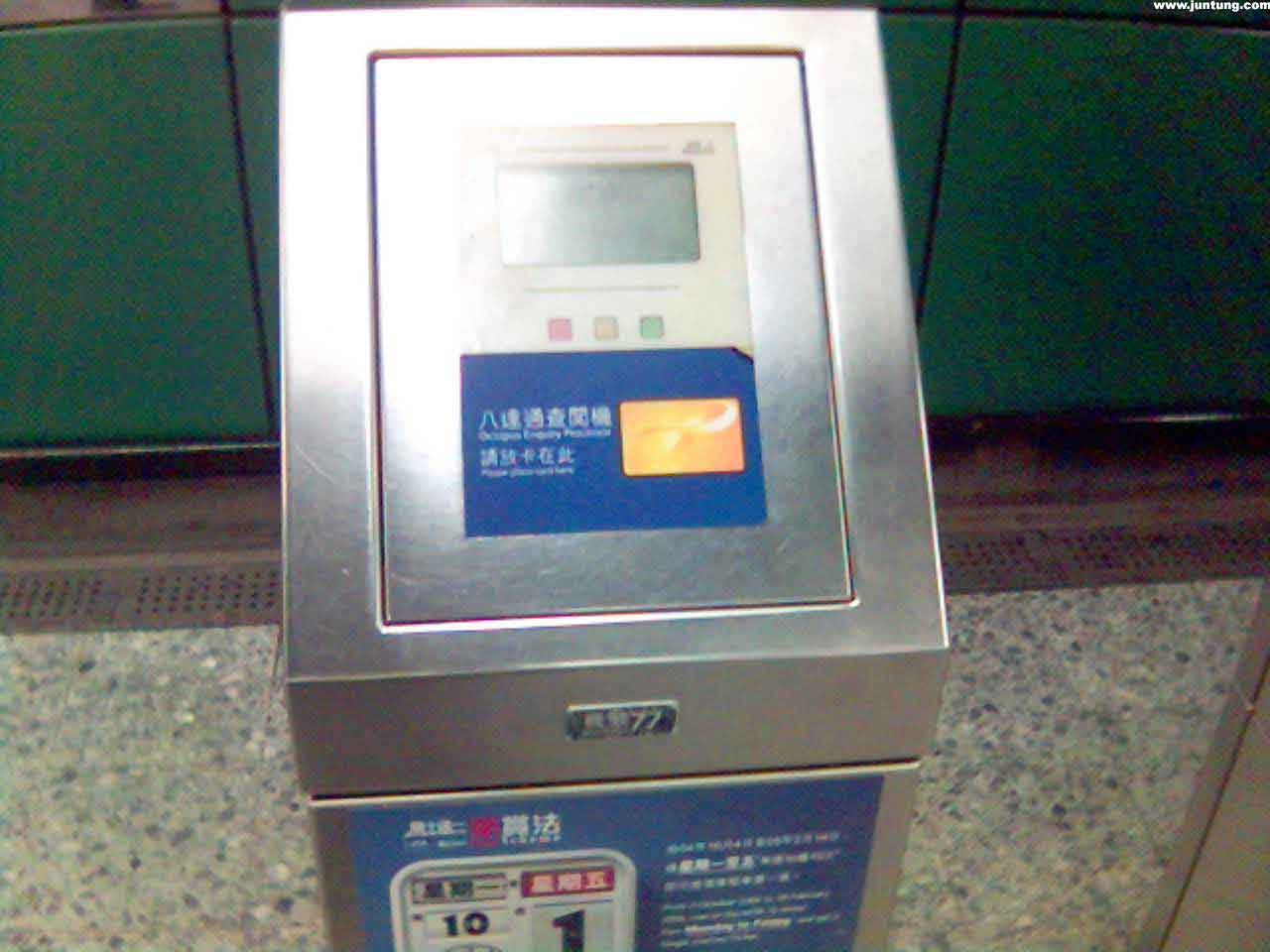
Máquina de información (que sirve para consultar el saldo o los detalles de los pagos realizados).

El sistema fue diseñado por AES ProData Limited, actualmente conocida como ERG Transit Systems, del grupo australiano ERG, que tiene un contrato para el diseño, instalación, operación, mantenimiento y financiación del sistema.
La tarjeta usa un chip FeliCa RFID de Sony de 13,56 MHzs, y otras tecnologías relacionadas, que fueron aplicadas por primera vez en Hong Kong. Es un sistema toque y pase, por el que los usuarios tienen que acercar la tarjeta a las proximidades del lector sin necesidad de contacto físico. Los datos son transmitidos a una velocidad de hasta 212 kbits/s, frente a los 9,6 del Visa Cash.
El sistema no usa el estándar ISO 14443, sino uno propio, ya que no existían estos estándares cuando fue desarrollado en 1997. La distancia a la que la tarjeta puede ser leída varía entre 3 y 10 cm, dependiendo del lector.

### Cobro
El sistema está diseñado de forma que las transacciones son transmitidas para cobrarlas según el método de almacenar y enviar, por lo que los lectores no tienen que tener comunicación en tiempo real con el ordenador central. Los datos almacenados serán transmitidos durante la noche o son recogidos con dispositivos portátiles.
Cada compañía tiene un centro de operaciones donde almacena todos los datos que conciernen al sistema Octopus: recargas, pagos, etc., a la espera de enviarlos a la Casa Central de Cobro del Sistema (CCHS en inglés) para su cobro definitivo.

## Historia

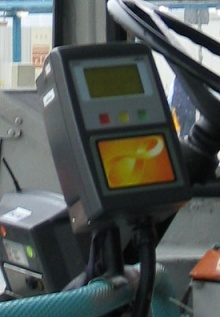
Un lector de Octopus NWFB.

La red MTR adoptó un sistema de tarjetas magnéticas de plástico reutilizables cuando empezó sus operaciones en el año 1979. Estas tarjetas fueron utilizadas como boletos de ida o guardadas como tíquets de valor almacenado. La KCRC adoptó las mismas tarjetas magnéticas en 1984, y la versión de valor almacenado fue renombrada Common Stored Value Tickets, o Tickets Comunes de Valor Almacenado.
En el 1989, el sistema de Boletos de Valor Guardado Común fue extendido a los camiones KMB, proporcionando un servicio a las estaciones MTR/KCRC y al Citybus, y fue también extendido a un número limitado de aplicaciones no transportivas, como pago en las cabinas de fotos instantáneas y vouchers para la comida rápida.
MTR finalmente decidió adoptar tecnologías más avanzadas, y en 1993 anunció que se actualizaría hacia las smartcards (tarjetas inteligentes) que no requieren contacto físico. Para conseguir más aceptación, MTR y KCRC invitaron a tres operadores de transporte de franquicia en Hong Kong; el KMB, Citybus y el Ferry de Hong Kong y Yaumati para formar una compañía adjunta en el 1994, llamada Creative Star Limited (renombrada Octopus Cards Limited en enero de 2002). (El único operador importante de transporte público que no se les unió en ese momento fue China Motor Bus, que abandonó el transporte público por completo en 1998, a favor de su negocio de desarrollo de propiedades, y transfirió sus rutas de camiones al NWFB).
El sistema Octupus fue lanzado después de tres años de dificultades el primero de septiembre de 1997. Inicialmente para uso en los servicios ofrecidos por los cinco socios del acuerdo, se extendió rápidamente a otros servicios de transporte. En el 2000, la Autoridad Monetaria de Hong Kong dio un permiso tomafondos de compañía al operador, removiendo restricciones previas que prohibían que el Octupus generara más de 15% de sus ganancias de funciones no relacionadas al tránsito.
En enero del 2001, un nuevo acuerdo de accionistas fue firmado y las acciones de Hong Kong y Yaumati Ferry en el operador fueron transferidas a NWFB y a New World First Ferry. En conjunto con la privatización de su compañía matriz, la corporación MTR, Octopus Cards Limited fue transformada de su estatus previo de organización sin ánimo de lucro a una empresa con ganancias.
El 29 de junio de 2003, la tarjeta Octopus encontró otro uso cuando el gobierno hongkonés empezó a reemplazar todos los 18.000 parquímetros con un sistema operado por el sistema de tarjetas Octopus. La sustitución se completó el 21 de noviembre de 2004. Un número de instalaciones gubernamentales incluyendo las piscinas públicas y complejos polideportivos también adoptaron el sistema Octopus al mismo tiempo.
En noviembre de 2003, Octopus Cards Limited aseguró un contrato de HK$200 millones ($25.64 millones de dólares) para proveer la tecnología SmartCard sin contacto en el sistema de los Países Bajos combinando el sistema de recolección de tarifas de todas las compañías de transporte público - comenzando con el operador de ferrocarriles Nederlandse Spoorwegen, el operador de camiones y tranvía Connexxion, las compañías de transporte público de Róterdam (RET) y Ámsterdam (GVB) y el sistema de tranvía de La Haya (HTM).

## Adopción de la tarjeta Octopus
El sistema Octopus fue lanzado en 1997, y en los primeros tres meses se entregaron 3 millones de tarjetas. La razón principal del rápido éxito del sistema fue que MTR y KCR exigieron que todos los usuarios de tiquets de valor común almacenado los cambiaran por tarjetas Octopus en tres meses, o se arriesgarían a que sus tiquetes se volvieran obsoletos, con lo cual la base de 3.3 millones de usuarios (2.2 millones de MTR y 1.1 de KCR) se vio obligada a cambiar rápidamente de un sistema a otro. En noviembre de 1998 se habían expedido 4.6 millones de tarjetas, suma que ascendió a 9 millones en enero de 2002.
El sistema Octopus fue rápidamente adoptado por otros socios de negocios de Creative Star, y KMB anunció que la mayoría de viajes en bus en 2000 se hizo con tarjetas Octopus; el uso de moneda fue muy pequeño (para abordar un bus en Hong Kong es necesario dar el cambio exacto; lo que puede ser engorroso. Por ejemplo, el precio estándar de un viaje a través del puerto en marzo de 2005 era de HK$8.90 (1.14 dólares de EE. UU.), para lo cual se necesitaban al menos siete monedas.)
Uno de los factores clave para el éxito de las tarjetas Octopus es su omnipresencia: la tarjeta recibió total respaldo de todos los operadores de transporte en un área particular, con lo cual se facilitó su aceptación masiva. Este modelo se ha adoptado en el sistema Suica de la Compañía Ferroviaria del Este de Japón y el ICOCA de la Compañía Ferroviaria del Oeste de Japón.

## Comparación con otros sistemas de pago electrónico
Mondex adujo específicamente la amplísima popularidad de Octopus como la razón para su retirada del mercado hongkonés en 2002, a pesar de que habían lanzado sus tarjetas uno año antes que Octopus (en 1996) y de tener el apoyo de dos de los bancos más grandes de Hong Kong (HSBC y su subsidario, el Banco Hang Seng). Los estudios académicos sugieren que la principal causa fue la falta de una razón suficientemente poderosa para que las compañías de transporte de cercanías usaran el sistema Mondex, que sí se dio en el caso de Octopus por tener el respaldo de las compañías de transporte público local, y por lo tanto de los transportes de cercanías y otros viajeros que usaban el servicio.
Una desventaja adicional era que el proceso de las tarjetas Mondex tomaba 5 segundos, en comparación con una tarjeta Octopus "toque y listo" de 0.3 segundos. El 84% de los encuestados en un estudio de la Universidad de Auckland atribuyó el éxito de Octopus al rápido servicio.
Las tarjetas Octopus también son anónimas. La falta de anonimato se ha citado como razón para el fracaso de muchas tarjetas de pago electrónico como la VisaCash, que tenía el respaldo de dos grandes bancos hongkoneses, el Banco de China y el Banco Standard Chartered.

## Comparación con otros sistemas de tarjetas de transporte
Desde la década de 1970, las agencias de transporte colectivo han estado usando tarjetas prepagadas de valor almacenado. Este mercado se movió desde la tecnología de banda magnética hacia tarjetas con chip inteligentes desde los primeros años de la década del 90; Hong Kong fue el primer sistema principal en hacer la transición.
La tecnología Sony FeliCa que usa Octopus también la utiliza la tarjeta EZ-link de Singapur para sus sistemas de transporte colectivo, la Suica en las vías férreas de Japón y el sistema de tarjeta inteligente en Nagasaki, Japón. Sin embargo, todos ellos usan una tecnología más actualizada, en comparación con el relativamente antiguo Octopus. La EasyCard del sistema de transporte rápido de Taipéi está hecho explícitamente basándose en las tarjetas Octopus, y la empresa Octopus Cards Limited trabajó en el desarrollo de la TransCard Shenzhen del metro de Shenzhen. Otros transportes de tarjeta inteligente han usado tarjetas Octopus como modelo, como la Oyster Card del transporte de Londres.
La Tarjeta Chicago de la autoridad de transporte de Chicago, Illinois (EE. UU.) también usa tecnología de tarjetas inteligentes, que le permite a los usuarios tocar un torniquete con la tarjeta para ingresar al sistema.
En Latinoamérica, la primera ciudad en implementar un sistema similar fue Bogotá, al poner en funcionamiento el sistema de transporte tipo BRT, Transmilenio, en el año 2001, con tarjetas tipo mifare (Tarjeta Capital), las cuales en su mayoría son de uso anónimo, sin embargo se está popularizando el uso de tarjetas personalizadas (Tarjeta Propia).
La ciudad de Santiago de Chile opera su sistema ferroviario de metro mediante el uso de la tarjeta multivía la cual está siendo reemplazada por la tarjeta bip!, que está siendo usada extensamente por más de 2 millones de pasajeros diarios que utilizan el tren subterráneo chileno y en el Transantiago.
En México los sistemas de Metro y Metrobús En la Ciudad de México y Guadalajara usan un sistema parecido con una base MIFARE
En la ciudad de Medellín opera el recaudo del sistema de transporte masivo (Metro de Medellín) mediante el uso de la tarjeta Cívica, que está reemplazando el sistema de tiquetes Edmonson, Cívica está siendo usada extensamente por más de 160 mil pasajeros diarios desde el año 2007 y está en su segundo año de implementación para tener 500 mil viajes al final del 2008, todo bajo un solo monedero electrónico y tarjetas 100% personalizadas.
En Buenos Aires, Argentina, la empresa concesionaria del metro ("subte") está operando desde hace años una tarjeta muy similar, la "Monedero", cuyo uso se extiende no sólo al metro de la ciudad, sino también a una línea ferroviaria manejada por el mismo operador (el ferrocarril Urquiza), varios peajes de ingreso a la ciudad, y una extensa red de comercios.
El gobierno argentino, a través del Banco Nación, ha lanzado una licitación para generar una tarjeta similar a la Octopus o a la Monedero, pero para su uso en el 100% del transporte público de la ciudad de Buenos Aires y alrededores. Su base potencial es de al menos unos 10 millones de usuarios.
Actualmente el servicio de autobuses de Zaragoza utiliza un sistema de pago similar al Octopus.

## Desarrollos futuros
- El gobierno hongkonés ha anunciado planes para introducir este método de pago en los taxis. A 2005, estos planes se han aplazado debido a problemas sobre el cobro de propinas.
- MTR ha llegado a un acuerdo con el creador del sistema de cobro automático del metro de Shenzhen para hacer las tarjetas de Octopus compatibles con este sistema, lo que requeriría que el sistema convirtiera tarifas expresas en Renminbi, la moneda de China, en dólares hongkoneses.
- El metro de Madrid está preparando un sistema parecido. Aunque no han anunciado cuando se pondrá en marcha, ya hay máquinas canceladoras adaptadas.